# Red Rock (contea di Apache)
Red Rock è un census-designated place (CDP) degli Stati Uniti d'America situato nello stato dell'Arizona, nella contea di Apache.